# 沙摩陀罗·笈多
沙摩陀罗·笈多一作三慕达罗笈多、三谟陀罗笈多，即“海护王”，是古印度笈多王朝第二位君主（335年 - 375年在位）。在位期间大力扩张领土，首先征服了恒河上游地区和印度河流域东部地区；然后回师东进，征服恒河下游直至三角洲的大部分；后又挥师南下，进抵奥里萨和德干高原东部。势力远及马来半岛和印度人侨居的爪哇和苏门答腊等地，幾乎完全征服印度本土。此外沙摩陀罗·笈多还兼容婆罗门教和佛教，奖励文学艺术，他本人也谙熟文艺，有“诗人国王”之称。